# Demetri Mitchell
Demetri Kareem Mitchell (Manchester, 11 gennaio 1997) è un calciatore inglese, difensore o centrocampista dell'Exeter City.

## Carriera

### Club
Cresciuto nel settore giovanile del Manchester United, ha esordito in prima squadra il 21 maggio 2017, nella partita di Premier League vinta per 2-0 contro il Crystal Palace. Il 12 gennaio 2018 passa a titolo temporaneo agli Hearts, con cui il 10 febbraio segna la sua prima rete in carriera, in occasione della vittoria nel match di Coppa di Scozia contro il St. Johnstone. Il 28 agosto seguente fa ritorno, sempre in prestito, al club scozzese.

### Nazionale
Ha giocato nelle nazionali giovanili inglesi Under-16, Under-17, Under-18 ed Under-20.

## Statistiche

### Presenze e reti nei club
Statistiche aggiornate al 24 dicembre 2018.
| Stagione         | Squadra          | Campionato       | Campionato | Campionato | Coppe nazionali | Coppe nazionali | Coppe nazionali | Coppe continentali | Coppe continentali | Coppe continentali | Altre coppe | Altre coppe | Altre coppe | Totale | Totale | Totale |
| Stagione         | Squadra          | Comp             | Pres       | Reti       | Comp            | Pres            | Reti            | Comp               | Pres               | Reti               | Comp        | Pres        | Reti        | Pres   | Reti   |        |
| ---------------- | ---------------- | ---------------- | ---------- | ---------- | --------------- | --------------- | --------------- | ------------------ | ------------------ | ------------------ | ----------- | ----------- | ----------- | ------ | ------ | ------ |
| 2016-2017        | Manchester Utd   | PL               | 1          | 0          | FACup+CdL       | 0+0             | 0+0             | UEL                | -                  | -                  | -           | -           | -           | 1      | 0      |        |
| gen.-giu. 2018   | Hearts           | SP               | 7+2        | 0          | SC+CdL          | 2+0             | 1+0             | -                  | -                  | -                  | -           | -           | -           | 11     | 1      |        |
| ago. 2018-2019   | Hearts           | SP               | 20         | 0          | SC+CdL          | 1+2             | 0               | -                  | -                  | -                  | -           | -           | -           | 23     | 0      |        |
| Totale Hearts    | Totale Hearts    | Totale Hearts    | 29         | 0          |                 | 5               | 1               |                    | -                  | -                  |             | -           | -           | 34     | 1      |        |
| 2020-2021        | Blackpool        | FL1              | 32+3       | 1+0        | FACup           | 2               | 0               | -                  | -                  | -                  | EFLT        | 2           | 0           | 39     | 1      |        |
| 2021-gen. 2022   | Blackpool        | FLC              | 13         | 0          | FACup+CdL       | 1+0             | 0               | -                  | -                  | -                  | -           | -           | -           | 14     | 0      |        |
| Totale Blackpool | Totale Blackpool | Totale Blackpool | 48         | 1          |                 | 3               | 0               |                    | -                  | -                  |             | 2           | 0           | 53     | 1      |        |
| gen.-giu. 2022   | Hibernian        | SP               | 6          | 1          | SC              | 1               | 1               | -                  | -                  | -                  | -           | -           | -           | 7      | 2      |        |
| 2022-gen. 2023   | Hibernian        | SP               | 3          | 0          | SC+CdL          | 0               | 0               | -                  | -                  | -                  | -           | -           | -           | 3      | 0      |        |
| Totale Hibernian | Totale Hibernian | Totale Hibernian | 9          | 1          |                 | 1               | 1               |                    | -                  | -                  |             | -           | -           | 10     | 2      |        |
| Totale carriera  | Totale carriera  | Totale carriera  | 87         | 2          |                 | 9               | 2               |                    | -                  | -                  |             | 2           | 0           | 98     | 4      |        |

## Palmarès

### Nazionale
- Campionato d'Europa Under-17: 1

Malta 2014